# Con mis hijos no te metas
Con mis hijos no te metas (CMHNTM) es un movimiento político ultraconservador, que nació en Lima, Perú, el 26 de diciembre de 2016, como oposición a las políticas públicas del gobierno peruano por su implementación del enfoque de género en la educación y en otras áreas de la administración pública como parte del Currículo Nacional 2017. Al igual que otros movimientos conservadores y ultraconservadores, nombran a esas medidas con el término «ideología de género».
El movimiento CMHNTM sostiene que las medidas promovidas por el Enfoque de Género en el Desarrollo, al que dentro de la agrupación se denomina como «ideología de género», buscan desestabilizar la familia heteroparental (varón y mujer) siguiendo una teoría conspirativa que acusa a George Soros, de instaurar un Nuevo Orden Mundial cuya finalidad sería promover la homosexualización desde la niñez, la legalización de las industrias abortista y del cambio de sexo, el matrimonio igualitario, así como el control de la población y la merma de sus valores morales. Todo ello con el propósito de dominar la economía mundial.
CMHNTM asegura que son independientes de cualquier ideología política y religiosa, aunque entre sus integrantes abundan cristianos fundamentalistas y simpatizantes de la derecha cristiana y de la formación política fujimorista Fuerza Popular.

## Contexto

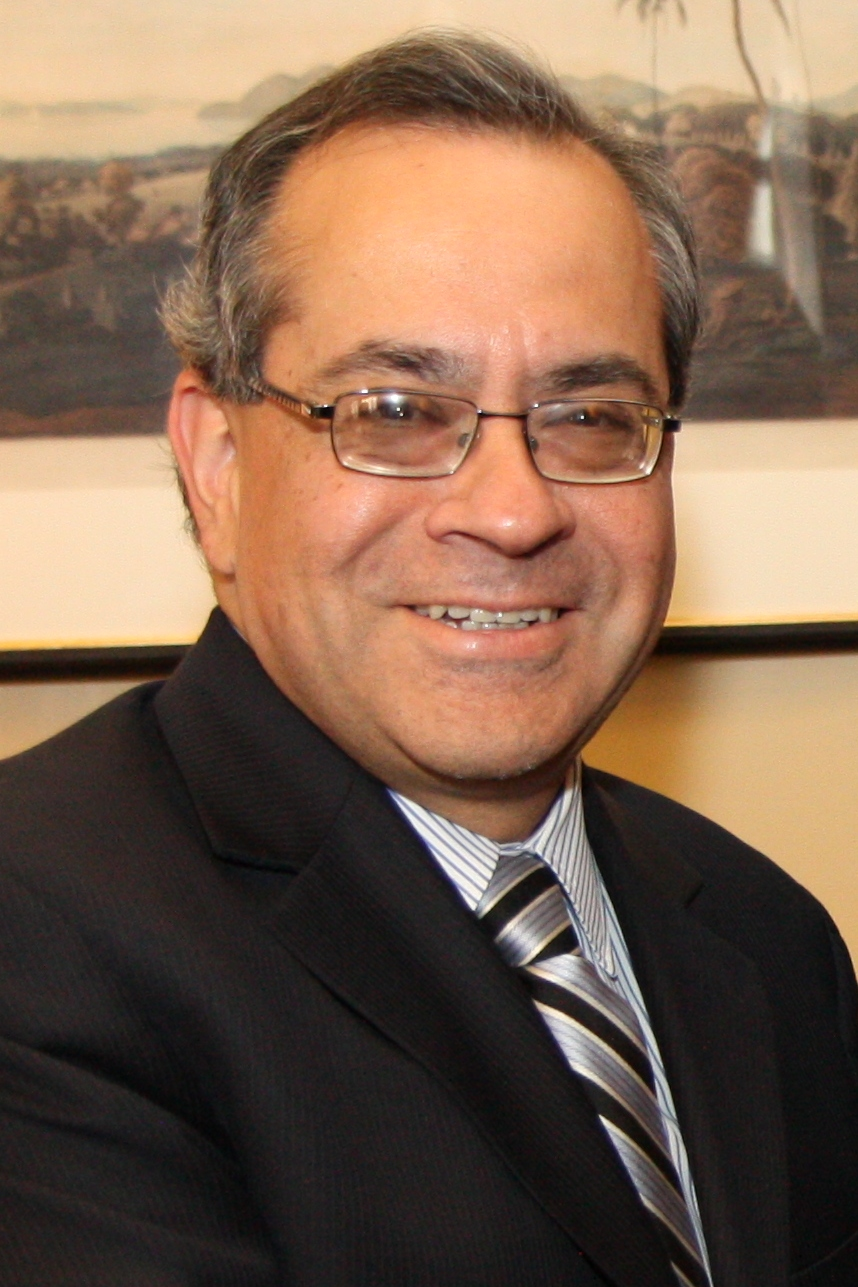
El entonces ministro de educación Jaime Saavedra, que ejercía dicho cargo desde el 2013 (gobierno de Humala), fue censurado por el Congreso y obligado a renunciar.

Al llegar al poder Pedro Pablo Kuczynski, encargó al ministro de educación Jaime Saavedra (que ejercía dicho cargo desde 2013 cuando era presidente Ollanta Humala Tasso) modificar el temario educativo para enseñar a los niños el respeto hacia cualquier inclinación sexual. Uno de los temas a introducir fue la igualdad de género, ante las altas tasas de agresiones a mujeres y homosexuales, incluyendo homicidios. También se pretendía reforzar la educación sexual para reducir los abandonos prematuros de los estudios por embarazos de adolescentes. Se aprobó acoplar los estudios de género en un nuevo temario, en un lenguaje entendible para niños desde nivel primaria, y que tendría que entrar plenamente en vigencia en 2017.

"Queremos que nuestros chicos interioricen la igualdad de género".

Ante las primeras oposiciones conservadoras al temario y la polémica sobre la supuesta ideología de género, Saavedra declaró:

«Tenemos que ser tolerantes y respetuosos ante cualquier orientación sexual.»

A finales de 2016 fue censurado el ministro de educación, Jaime Saavedra, y su sucesora, Marilú Martens, continuó impulsando el Currículo Nacional 2017. Sin embargo, Martens fue destituida meses después. Posteriormente, el movimiento conservador continuó ganando adeptos e incluso políticos que comparten sus posturas elaboraron proyectos de ley en 2023 que fueron aprobados.

## Marchas nacionales

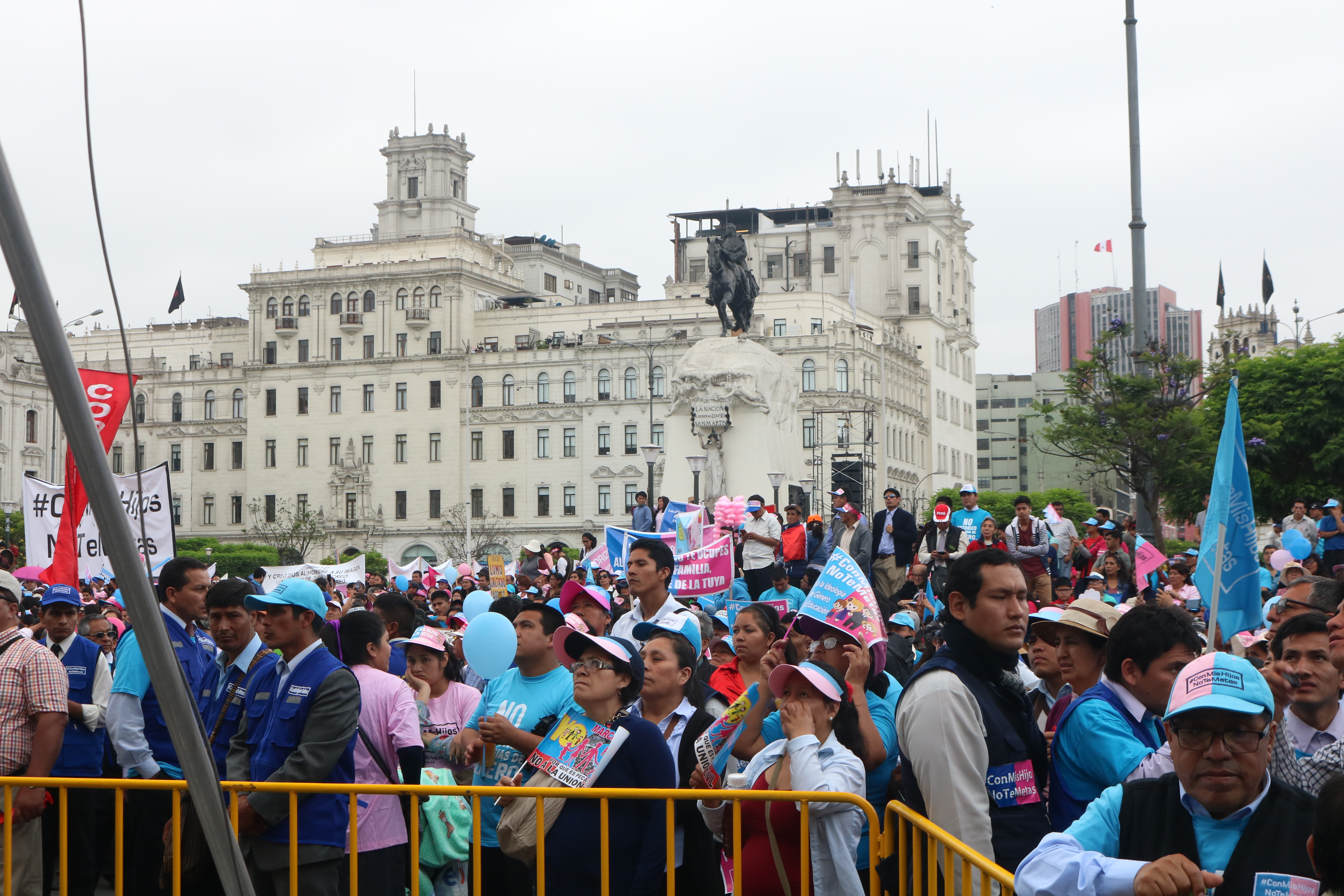
Plantón de CMHNTM en la Plaza San Martín, 15 de noviembre de 2018.

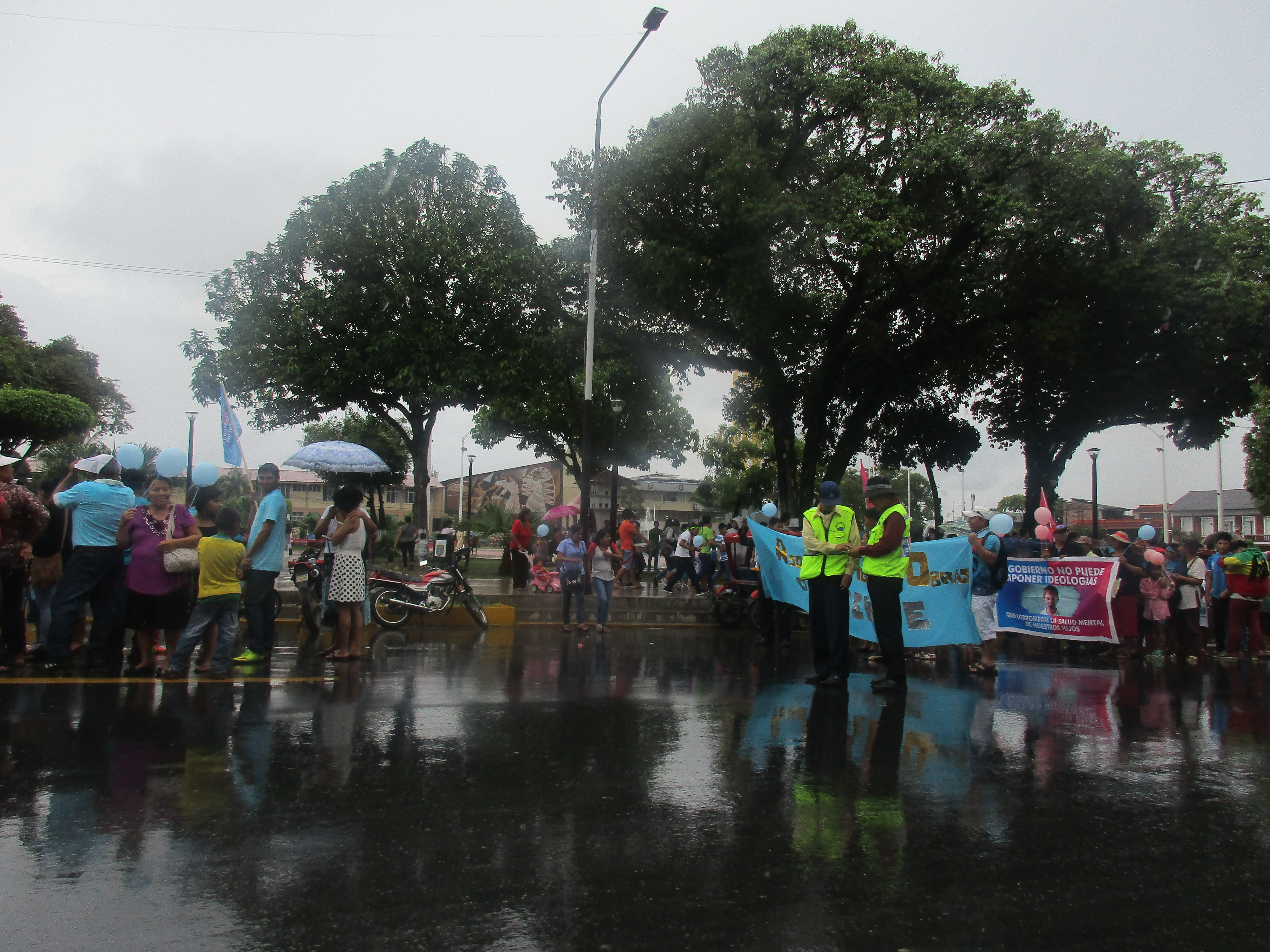
Marcha en Iquitos, 4 de marzo de 2017.

Para protestar en contra de la currícula escolar, el colectivo organizó una serie de marchas, una de ellas se realizó el 27 de enero de 2017, en donde un grupo marchó a lo largo de la Avenida Javier Prado hasta el Ministerio de Educación. Después de aquello, se organizó una nueva marcha a nivel nacional que se llevó a cabo el 4 de marzo de 2017. Diversos artistas, políticos, movimientos evangélicos y católicos apoyaron la protesta. En Lima los manifestantes se congregaron en la plaza de Toros de Acho (Rímac), Parque del Trabajo (San Martín de Porres), coliseo Amauta (Breña) y el parque Mariscal Castilla (Lince) y se desplazaron hasta la plaza San Martín.
Luego de las marchas nacionales de 2017, el movimiento realizó otras convocatorias más allá de los sucesos contra el enfoque de género en la política educativa. En 2022 se realizó una marcha similar en la avenida Javier Prado para protestar contra la Organización de los Estados Americanos.

## Controversias
Desde su creación, algunos integrantes de esta agrupación habrían cometido varios excesos, como agredir a un miembro de la comunidad LGBT que fue a la marcha a contramanifestarse; pero la polémica más sonada fue la del pastor Rodolfo González Cruz (Movimiento Misionero Mundial), quien fue acusado de incitar al odio en su prédica: «(...) Si encuentran a una mujer teniendo sexo con un animal, mátenla a ella y maten al animal, sea un perro o cualquier otro animal, en el nombre de Jesús (...)»; también fue acusado por predicar que: «Los homosexuales son gente podrida, corrompida e infeliz y que están condenados a muerte». Sin embargo, y a pesar de las pruebas, González negó haber incitado a matar a homosexuales.
El conductor de radio Phillip Butters, quien mostró apoyo al colectivo religioso, participó en la marcha del 4 de marzo; durante su participación profirió diversos comentarios soeces contra los opositores del movimiento, los hijos de estos, y contra las parejas LGBT. Su participación le valió la expulsión de la emisora en donde trabajaba, ya que por contrato no se le permitía participar en marchas públicas. Días después fue contratado en otros medios y dijo seguir apoyando el movimiento afirmando que «La ideología de género sí existe».
El 11 de enero de 2017 la ecuatoriana Agencia Latinoamericana de Información acusó al grupo de promover la homofobia.

### Intervención de calles y puentes y encuesta sobre enfoque de género
El 25 de abril de 2019 los medios de prensa informaron una nueva intervención de CMHNTM en varios puentes de la Vía Expresa (de Barranco al Cercado de Lima), así como en distintas calles de varios distritos capitalinos como Los Olivos, El Agustino, San Juan de Miraflores, Puente Piedra, La Molina, Lince, Villa María del Triunfo, entre otros. En tales lugares aparecieron los ya conocidos carteles rosado/celeste, en clara alusión a la dicotomía hembra / macho, pero a diferencia del lema Con Mis Hijos No Te Metas, las frases que ahora se desplegaban eran mucho más radicales. “Ministra Flor Pablo, no a las orgías escolares”, “Vizcarra no corrompas la educación de los niños. No a la pornografía en los colegios”, “Vizcarra, no promuevas la perversión sexual y los abortos”, «Enfoque de género = Sexo Anal», eran algunas de ellas.
El mismo 25 de abril de 2019 la encuestadora Ipsos Perú junto al diario El Comercio publicaron una encuesta realizada entre el 12 y 14 de abril de 2019, en la cual el 82% de peruanos dijo estar de acuerdo con que se incluya el enfoque de género en el currículo escolar, llegando al 91% en el nivel socioeconómico (NSE) B. Sin embargo, el porcentaje se reduce al 74% en el NSE A, y al 78% en el grupo poblacional de 40 años a más. En tanto, solo un 15% se mostró en contra de la medida educativa.

### Denuncias de manipulación de información
Se ha denunciado y documentado el uso de la tergiversación para reforzar una imagen negativa sobre las medidas tomadas por el gobierno para combatir la homofobia a través de la educación infantil. En concreto, CMHNTM aseguró y denunció que en la guía de tutoría para alumnos del sexto grado de primaria, publicada por el Ministerio de Educación en noviembre de 2015, se habían modificado unas imágenes del cuento clásico Caperucita Roja en donde la protagonista habría sido cambiada por un niño. Así también, según el movimiento en la guía de educación sexual integral para docentes de primaria publicado en 2014, se incluyó un cuento titulado Oliver Button es una nena en donde se busca eliminar la discriminación contra las personas que optan por actividades típicamente asociadas al sexo contrario. Dichas manipulaciones fueron publicadas por los congresistas fujimoristas Nelly Cuadros y Juan Carlos Gonzales en sus cuentas de Twitter indicando que formaban parte de la currícula actual, provocando una oleada de protestas en su mayoría de personas conservadoras. Sin embargo, ninguna de esas manipulaciones era cierta y las imágenes correspondían a cuentos publicados en España.

### Denuncias de abuso sexual de presunto fundador
En junio de 2023, se dio a conocer que José Luis Linares Cerón, líder del Movimiento Internacional Pro-Familia Pro-Vida, fue denunciado formalmente por su propia hija de abuso sexual y de presuntamente ocasionar el embarazo de dos de sus hijos, además de maltratos. Aunque se relacionó a Cerón como vocero del colectivo CMHNTM debido a que se autoproclamaba fundador del CMHNTN, desde su cuenta en X el CMHNTM señaló que Cerón no era vocero de CMHNTM ni guardaba relación con ellos exigiendo, además, la investigación de las denuncias en su contra.
Linares Cerón tiene vínculos con Morgan Quero, quien formó parte del gobierno de Dina Boluarte y apareció en su cumpleaños en 2025. Se constató que Linares Cerón había visitado el Ministerio de Educación en octubre y noviembre de 2024 en el despacho del asesor ministerial.

## Legado
En octubre de 2024, se realizó un mitin en Estados Unidos bajo el lema «Don’t Mess With Our Kids». Fue organizado por la publicista Jenny Donnelly y el pastor evangélico Lou Engle. En una conversación con Christian Rosas, Donnelly admitió que había tomado varias ideas del movimiento peruano.